# Akira (manga)
Akira (アキラ?) è un manga di genere cyberpunk realizzato da Katsuhiro Ōtomo. L'opera è stata serializzata in Giappone dal 6 dicembre 1982 all'11 giugno 1990 sulle pagine della rivista Young Magazine di Kōdansha e in seguito raccolta in sei tankōbon.
Ambientato in una Neo-Tokyo postapocalittica, Akira ruota attorno al tentativo di Kaneda (leader di una banda adolescenziale di motociclisti), dell'attivista politica Kei, di un trio di esper e del colonnello Shikishima di impedire a Tetsuo, un amico d'infanzia di Kaneda che sviluppa poteri ESP che lo rendono mentalmente instabile, di distruggere la città e di risvegliare un misterioso individuo dotato degli stessi poteri e chiamato Akira. Nel corso dell'opera, Ōtomo sviluppa temi come l'isolamento sociale, la corruzione e il potere.
Nel 1988 lo stesso Ōtomo ne ha tratto un film omonimo, che riprende la trama del manga e le tematiche principali, ma in un arco di tempo notevolmente più ristretto, eliminando alcuni personaggi e sottotrame.

## Trama
La storia è ambientata nell'anno 2019 nella megalopoli di Neo-Tokyo, sorta sulle ceneri della città di Tokyo, distrutta trent'anni prima da una misteriosa esplosione nucleare che ha scatenato la terza guerra mondiale. Il governo esercita un controllo repressivo sulla città e compie esperimenti su alcuni bambini con poteri psichici latenti per potenziarli, sfruttando le loro predizioni per mantenere la pace. Protagonisti della vicenda Tetsuo e Kaneda, giovani membri di una banda di motociclisti: il primo scoprirà di avere enormi poteri psichici e si trasformerà in una sorta di semidio folle, scatenando immani catastrofi per conquistare il potere assoluto, in lotta contro il mitico Akira, un altro ragazzo che anni prima era stato come lui potenziato dagli esperimenti del governo. Kaneda tenterà di opporsi a Tetsuo e di riportare la pace in un mondo dilaniato dall'odio e dalla follia.

## Personaggi
Shōtarō Kaneda (金田 正太郎?, Kaneda Shōtarō)
Un giovane delinquente e leader di una banda di motociclisti. È il miglior amico di Tetsuo, ma la loro amicizia viene messa in crisi dopo che Tetsuo inizia a manifestare i suoi poteri psichici. Rimane coinvolto nel movimento di resistenza, dove conosce Kei, con la quale avvia poi una relazione. Tenta invano di fermare Tetsuo dal risvegliare Akira e viene poi investito dall'esplosione psichica che distrugge Neo-Tokyo, finendo in un'altra dimensione. Riemerge nella seconda parte della storia e, insieme al Colonnello, Kei, Kaisuke, Joker, Ryu, Lady Miyako e gli esper, collabora a sconfiggere Tetsuo. IGN l'ha inserito all'11º posto nella lista dei migliori personaggi di anime.
Tetsuo Shima (島 鉄雄?, Shima Tetsuo)
Un membro della banda di motociclisti di Kaneda e il miglior amico di quest'ultimo. All'inizio della storia viene coinvolto in un incidente che lo porta a scoprirsi in possesso di immensi poteri psichici. Viene per questo reclutato dal colonnello Shikishima e identificato come esper Numero 41 (41号?, Yonjūichi-gō). Tuttavia la sua instabilità mentale cresce con il rafforzarsi dei propri poteri, rendendolo infine folle e portandolo a troncare la sua amicizia con Kaneda. In seguito diviene il vice di Akira e il comandante de facto del proprio gruppo di seguaci, che formano il Grande Impero di Tokyo. Tetsuo perde però definitivamente il controllo sui suoi poteri, i quali portano il suo corpo a mutare grottescamente assorbendo ogni cosa intorno a lui e scatenando infine un'esplosione psichica al termine della quale il ragazzo ascende a un piano superiore dell'esistenza.
Kei (ケイ?)
Una ragazza che fa parte del movimento giapponese di resistenza al governo. Forte e determinata, si ritrova suo malgrado a collaborare con Kaneda, che considera arrogante, vile e privo di morale, sebbene col tempo svilupperà per lui dei sentimenti e i due avvieranno una relazione. Possiede forti poteri medianici che le consentono di incanalare i poteri psichici di altri attraverso il proprio corpo. Collabora con Lady Miyako nella difesa degli esper e in seguito nella battaglia contro Tetsuo.
Colonnello Shikishima (敷島大佐?, Shikishima Taisa)
Al quale ci si riferisce perlopiù semplicemente come Colonnello, è il capo di un progetto governativo segreto che conduce ricerche su dei soggetti con poteri psichici, inclusi i bambini esper, Tetsuo e, precedentemente, Akira. Il Colonnello appare all'inizio della storia come un nemico ma col proseguire degli eventi si rivela essere un uomo che cerca di salvare Neo-Tokyo da una seconda distruzione da parte di Akira. Si presenta come un uomo d'azione, risoluto e determinato, per questo di fronte all'immobilismo politico non esita a effettuare un colpo di Stato e istituire la legge marziale.
Esper
Anche chiamati Numbers (ナンバーズ?, Nanbāzu), sono tre bambini che furono usati come soggetti per il progetto segreto del governo. Nonostante la loro età di oltre quarant'anni mantengono un aspetto puerile, ma coi volti raggrinziti, la pelle di colorito livido, i capelli bianchi e i corpi fragili che ne limitano fortemente la mobilità. Hanno conosciuto Akira e sono sopravvissuti alla distruzione di Tokyo. Gli esper sono:
- Kiyoko (キヨコ?), alias Numero 25 (25号?, Nijūgo-gō), un'esper fisicamente debole, tanto da essere confinata a letto. Ha la capacità di usare il teletrasporto e la precognizione. È lei a preannunciare la distruzione di Neo-Tokyo e il risveglio di Akira da parte di Tetsuo. Sembra la più autorevole dei tre e anche a causa della sua infermità Takashi e Masaru si dimostrano molto protettivi nei suoi confronti.
- Takashi (タカシ?), alias Numero 26 (26号?, Nijūroku-gō), il primo esper a comparire nella storia quando causa l'incidente con Tetsuo per difendersi. Possiede il potere della psicocinesi. È una persona calma e riflessiva, nutre dei dubbi sul programma governativo di cui fa parte e per questo tenta la fuga. Viene ucciso involontariamente da Nezu, la sua morte provoca in Akira un trauma talmente forte da distruggere Neo-Tokyo coi suoi poteri. Lui o una sua manifestazione ricompare nel finale, incontra di nuovo Akira e ascende insieme ai suoi compagni e a Tetsuo verso un piano superiore dell'esistenza.
- Masaru (マサル?), alias Numero 27 (27号?, Nijūnana-gō), fisicamente limitato a una sedia a rotelle o ad una speciale sedia fluttuante, anche lui ha il potere della psicocinesi.

Akira (アキラ?)
Alias Numero 28 (28号?, Nijūhachi-gō), è uno dei soggetti dell'esperimento governativo, ma si distingue dai suoi compagni per i suoi poteri psichici immensi, quasi divini, e per il suo aspetto in tutto e per tutto fanciullesco. I suoi poteri ne hanno cancellato completamente la personalità, lasciandolo un guscio vuoto che non parla quasi mai, non reagisce agli stimoli esterni e con una perenne espressione assente sul volto. È il responsabile della distruzione di Tokyo e dell'inizio della terza guerra mondiale. Dopo la guerra, venne rinchiuso nella camera criogenica di una base segreta sotto il cratere creato da lui stesso e non lontano dalla futura sede dei giochi olimpici di Neo-Tokyo. Dopo essere stato risvegliato da Tetsuo, Akira provoca la distruzione anche di Neo-Tokyo a causa del trauma per la morte di Takashi, in seguito nella città tra le rovine viene indicato come imperatore da un gruppo di seguaci che si identificano sotto l'insegna del Grande Impero di Tokyo. Nel finale si riunisce con i suoi compagni esper e contiene l'esplosione psichica di Tetsuo, trascendendo insieme il piano dell'esistenza.
Kaisuke
Conosciuto semplicemente come Kai (甲斐?), è un membro della gang di Kaneda. Dopo i disordini causati da Tetsuo e dalle bande di motociclisti della città, Kaisuke è preso in custodia dall'esercito e messo in riformatorio, salvandosi così dalla catastrofe provocata da Akira risvegliato. Dopo la distruzione di Neo-Tokyo si allea con Kei e Lady Miyako e si riunisce infine a Kaneda, col quale pianifica l'attacco a Tetsuo e ai suoi seguaci.
Joker (ジョーカー?, Jōkā)
Leader della gang dei Clown, una banda di motociclisti dedita a risse e allo spaccio di droga. È solito truccarsi la faccia da clown e cambiare spesso il motivo rappresentato. Lui e la sua banda sono i primi a sottomettersi a Tetsuo dopo aver preso atto dei suoi crescenti poteri psichici. Dopo la distruzione di Neo-Tokyo forma un'alleanza con i suoi vecchi rivali Kaneda e Kaisuke volta a rovesciare Tetsuo e i suoi seguaci.
Nezu (根津?)
Parlamentare dell'opposizione segretamente a capo del movimento di resistenza terroristico contro il governo. Sostiene di voler salvare la nazione dai burocrati corrotti e incapaci, presto diventa evidente che Nezu è corrotto almeno quanto loro e che cerca di prendere il potere solo per tornaconto personale. Tradisce Lady Miyako, Kei e Ryu nel tentativo di mettere le mani su Akira, ma fallisce nel suo intento uccidendo involontariamente Takashi e finendo a sua volta ucciso dall'esercito.
Ryu (竜?, Ryū)
Compagno di Kei nel movimento di resistenza. In seguito alla distruzione di Neo-Tokyo, Ryu cade in depressione e diventa alcolizzato. Dopo aver fatto la conoscenza di George Yamada, tuttavia, si riprende e lo aiuta nella sua missione per fermare Akira. Quando i poteri di Akira si stanno risvegliando, Ryu spaventato spara un proiettile al bambino e poco dopo muore schiacciato da una struttura cadente.
Chiyoko (チヨコ?)
Donna forte, robusta ed esperta d'armi che fa parte del movimento di resistenza. Protegge Kei e gli esper dopo la liberazione di Akira e nella Neo-Tokyo devastata dall'esplosione di quest'ultimo.
Dottor Onishi (ドクター 大西?, Dokutā Ōnishi)
Ricercatore a capo del progetto governativo sugli esper e consigliere scientifico del Colonnello Shikishima. Spinto da curiosità e da un'errata valutazione che gli fa credere nella possibilità di controllare Tetsuo e Akira, rivela al primo il nascondiglio del secondo. Quando Tetsuo libera Akira dalla sua camera criogenica, Onishi non riesce a ripararsi e muore congelato nel laboratorio sotterraneo.
Lady Miyako (ミヤコ様?, Miyako-sama)
Ex soggetto dei test governativi conosciuta come Numero 19, è la sacerdotessa di un tempio a Neo-Tokyo e segretamente un'alleata del movimento di resistenza. È un'alleata chiave di Kaneda e Kei. Dopo la distruzione di Neo-Tokyo, raccoglie intorno a se i feriti e i rifugiati, offrendo loro riparo e attirandosi così le ire del confinante Grande Impero di Tokyo. Interviene nello scontro finale con Tetsuo, durante il quale perde la vita.
Kaori (カオリ?)
Giovane ragazza reclutata come una delle schiave sessuali di Tetsuo, diventa oggetto di sentimenti e affetto da parte di quest'ultimo. Serve come babysitter per Akira. Viene uccisa dal luogotenente del Grande Impero di Tokyo nonostante i tentativi di Tetsuo di riportarla in vita.
George Yamada (ジョージ 山田?, Jōji Yamada)
Un soldato nippo-americano che viene spedito a Neo-Tokyo dopo la distruzione della città in una missione per assassinare Akira e Tetsuo tramite delle armi biologiche. Con l'aiuto di Ryu, Yamada si congiunge con i suoi commilitoni e individua le sue vittime, ma le armi si rivelano inefficaci contro Tetsuo, il quale lo uccide.
Juvenile A (ジュヴィナイルA?, Juvinairu Ē)
Un team internazionale di scienziati che viene riunito su una portaerei statunitense per studiare gli eventi psichici che si verificano a Neo-Tokyo nella seconda parte della storia. I membri del progetto sono il Dr. Dubrovsky (ドブロフスキー博士?, Doburofusukī-hakase), il Dr. Simmons (シモンズ博士?, Shimonzu-hakase), il Dr. Jorris (ジョリス博士?, Jorisu-hakase), il Dr. Hock (ホック博士?, Hokku-hakase), il Professor Bernardi (ベルナルディ教授?, Berunarudi-kyōju) e Karma Tangi (カルマ・タンギ?, Karuma Tangi).

## Creazione e sviluppo
A partire dal 1980 la casa editrice Kōdansha commissionò a più riprese a Katsuhiro Ōtomo la scrittura di un manga per il lancio della nuova rivista Young Magazine; al tempo Ōtomo era impegnato in altre serie e fu solo nel 1982 che, desiderando intraprendere un nuovo progetto, accettò di sviluppare Akira per Kōdansha. Nelle riunioni iniziali venne concepita come una serie breve di circa dieci capitoli, salvo evolvere in una storia più lunga e complessa con il procedere della serializzazione e il grado di successo ottenuto. L'artista cileno Alejandro Jodorowsky sostenne che Ōtomo era in difficoltà sul finale da dare all'opera e che una conclusione delirante inventata sul momento da Jodorowsky durante una cena in cui entrambi avevano bevuto più del solito offrì lo spunto necessario per il finale di Akira.
Alcuni elementi che compaiono in Akira erano stati anticipati in opere precedenti di Ōtomo. Fireball (1979) ripercorre la storia di giovani rivoluzionari che cercano di salvare un loro compagno imprigionato dal governo e sottoposto a una serie di esperimenti psichici, concludendosi con un'esplosione di energia sprigionata da quest'ultimo che devasta l'intera città. Strani e devastanti poteri mentali, posseduti da bambini o da uomini che hanno la mente di bambini, sono invece il tema centrale di Domu - Sogni di bambini, manga dello stesso Ōtomo pubblicato tra il 1980 e il 1981. Akira è considerato un esempio dell'allora emergente genere cyberpunk, sebbene Ōtomo non fosse a conoscenza dell'opera fondamentale della corrente, la trilogia dello Sprawl di William Gibson, dal momento che venne tradotta in giapponese solo nel 1985. Venne invece influenzato dal manga Super Robot 28 di Mitsuteru Yokoyama, che ispirò i numeri degli esper di Akira, dal 25 al 28, i nomi di alcuni personaggi e la trama generale del ritrovamento di un'arma segreta in un periodo di pace; dalla fantascienza dello scrittore giapponese Seishi Yokomizo, che esplorava una nuova razza di umani evolutasi per adattarsi a condizioni di vita mutevoli e dallo stile del fumettista francese Moebius. Altre fonti di ispirazione furono i film Guerre stellari, Easy Rider, Gangster Story, Blade Runner, per quanto riguarda il panorama della città di Neo-Tokyo, e Tron, per le avveniristiche moto delle bande di teppisti.
Nell'opera si ritrovano echi degli avvenimenti vissuti da Ōtomo nel corso della sua giovinezza, dai tumulti in occasione dei negoziati per il trattato di mutua cooperazione e sicurezza tra Stati Uniti d'America e Giappone nel 1960, agli allestimenti e preparativi per i Giochi della XVIII Olimpiade a Tokyo nel 1964, fino all'incidente Asama-Sanso del 1972; ma soprattutto il ricordo del Giappone degli anni Sessanta:
(Katsuhiro Ōtomo)

## Media

### Manga
La serializzazione di Akira iniziò in Giappone il 20 dicembre 1982 sul numero 24 della rivista Young Magazine di Kōdansha, proseguì a cadenza quindicinale con capitoli di circa 20 pagine ciascuno. Ōtomo si occupò del disegno dei personaggi, degli edifici e della maggior parte dei fondali, lasciando l'inchiostrazione a due assistenti. L'opera si concluse il 25 giugno 1990 dopo 120 capitoli. La durata della pubblicazione fu dovuta alla sua interruzione tra il 1987 e il 1988 per permettere a Ōtomo di dedicarsi alla realizzazione dell'adattamento anime. Alla sua conclusione la serie contava quasi 2200 pagine che vennero suddivise in sei volumi di lunghezza differente, pubblicati tra il 1984 e il 1993 in un'edizione parzialmente rimaneggiata da Ōtomo rispetto a quella apparsa su rivista e che costituì la base per le successive traduzioni.
Il manga venne esportato per primo negli Stati Uniti da Epic Comics, etichetta di Marvel Comics, su cui fu pubblicato dal 1988 al 1995 in un'edizione in 38 volumi. Per avvicinare l'opera ai gusti di un pubblico occidentale, Epic Comics ribaltò l'ordine di lettura originale in modo che fosse da sinistra a destra, modificando di conseguenza l'ordine di alcune vignette e il posizionamento delle nuvolette, e commissionò a Steve Oliff la colorazione integrale delle tavole. Fu lasciata libertà di scelta sul modo di colorare da parte di Ōtomo e del suo editore, quindi Oliff utilizzò per la prima volta una colorazione al computer per un fumetto, sfruttando una tecnologia all'epoca innovativa e oltre le possibilità giapponesi. Il lavoro di Oliff giocò un ruolo determinante nel successo di Akira in Occidente e rivoluzionò il processo di colorazione dei fumetti. Steve Oliff per il suo lavoro di colorista per Akira vinse il premio Harvey nel 1990, 1991 e 1992. L'edizione statunitense ribaltata e a colori fornì la base per gli adattamenti europei in francese, spagnolo, italiano e tedesco, che vennero pubblicati a partire dal 1990. L'edizione statunitense a colori si fece strada anche in Giappone, dove venne pubblicata tra il 1988 e il 1996 in 12 volumi come All color kokusaiban Akira (オールカラー国際版AKIRA? lett. "Akira versione internazionale a colori") e in una riedizione in sei volumi intitolata Sōtennenshoku Akira (総天然色AKIRA? lett. "Akira colori completamente naturali") negli anni 2003 e 2004.
La prima edizione italiana risale al 1990, composta da 38 volumi a cura della Glénat Italia che tuttavia fallì prima della conclusione della serie; gli ultimi due episodi, infatti, vennero pubblicati a due anni e mezzo di distanza dalla Planet Manga, etichetta della Panini Comics. Questa prima edizione riproponeva la colorazione eseguita da Oliff per l'edizione statunitense. Nel novembre 1998 la Planet Manga curò una nuova edizione in bianco e nero composta da 13 volumi conclusasi nel novembre 2000. Sempre la Planet Manga realizzò una terza edizione con la stessa divisione in sei volumi dell'edizione giapponese, questa versione, intitolata Akira Collection e anch'essa in bianco e nero, fu edita con cadenza mensile dal settembre 2005 al febbraio 2006. Tutte e tre le prime edizioni italiane non conservano l'ordine di lettura giapponese.
Da marzo 2021 Planet Manga ha reso disponibile una nuova edizione in cui è stato ripristinato il senso di lettura alla giapponese, con una nuova traduzione e nuovi effetti di spugnatura.

#### Volumi
L'indicazione dei volumi italiani si riferisce alla ristampa Panini Comics in sei volumi.
| Nº | Titolo italiano Giapponese 「Kanji」 - Rōmaji | Data di prima pubblicazione              | Data di prima pubblicazione |
| Nº | Titolo italiano Giapponese 「Kanji」 - Rōmaji | Giapponese                               | Italiano                    |
| 1  | Tetsuo 「鉄雄」 | 14 settembre 1984 ISBN 978-4-06-103711-3 | 22 settembre 2005           |
| 1  | Trama Il 6 dicembre 1982 un'esplosione di natura non precisata distrugge Tokyo dando inizio alla terza guerra mondiale. Al termine del conflitto inizia la ricostruzione e nel 2019 la città di Neo-Tokyo è sorta su un'isola artificiale nella baia di Tokyo, afflitta però da un governo totalitario e da problemi di terrorismo e di criminalità. Mentre si aggira in moto tra le rovine della vecchia Tokyo insieme alla banda di Shōtarō Kaneda, Tetsuo Shima ha un incidente con l'esper Takashi, un individuo con poteri ESP evaso da una struttura governativa segreta. L'incidente risveglia i poteri psichici di Tetsuo, attirando così l'attenzione del direttore del progetto, il colonnello Shikishima. Questi poteri in rapida crescita scardinano però la mente di Tetsuo, esacerbando il suo complesso d'inferiorità nei confronti del capobanda Kaneda, e lo portano ad assumere il controllo della banda rivale, i Clown. Nel frattempo, Kaneda viene coinvolto da Kei nelle attività della resistenza, un'organizzazione che pianifica attacchi terroristici contro il governo ed è guidata da Ryu e da Nezu, un parlamentare a capo dell'opposizione. La resistenza viene a conoscenza del progetto del Colonnello e di una misteriosa figura a esso collegato, conosciuta col nome di Akira. I terroristi cercano quindi di usare le informazioni trapelate e limitare i movimenti di Kaneda, divenuto ormai troppo coinvolto con le loro attività. Ciò nonostante, quando Tetsuo e i Clown iniziano una violenta disputa per il controllo della città, Kaneda fomenta un contrattacco, aizzando contro di loro tutte le bande di motociclisti di Neo-Tokyo. I Clown vengono sconfitti ma Tetsuo, reso quasi invincibile dai suoi poteri, riesce a sopravvivere a un colpo di pistola infertogli da Kaneda. Prima che la situazione degeneri giunge il Colonnello, il quale vede Tetsuo assumere una dose letale di droga a cui sopravvive e gli offre la possibilità di unirsi al progetto. |                                          |                             |
| 2  | Akira I 「アキラ I」 | 27 agosto 1985 ISBN 978-4-06-103712-0    | 13 ottobre 2005             |
| 2  | Trama Kaneda, Kei e Tetsuo vengono presi in custodia dalle forze militari. Mentre i ricercatori studiano i poteri di Tetsuo, i tre esper già presenti nella struttura, Kiyoko, Takashi e Masaru, avvertono che il ragazzo potrebbe diventare una minaccia e tentano di ucciderlo possedendo il corpo di Kei; i loro sforzi sono però vani. Impressionato dalla rapida evoluzione del ragazzo, il dottor Onishi decide di lasciare che Tetsuo sfrutti il potere di Akira, la cavia che si rese responsabile della distruzione di Tokyo, e gli rivela che Akira è rinchiuso in una camera criogenica sotto Neo-Tokyo; il Colonnello e gli esper temono tuttavia la personalità disturbata di Tetsuo e reputano il pericolo troppo elevato. Nonostante i loro sforzi, Tetsuo penetra nella base segreta e libera Akira, il quale si rivela essere all'apparenza un semplice bambino. Mentre attraverso le fogne giungono anche Kaneda e Kei, uno degli uomini del Colonnello, terrorizzato nel vedere Akira, dichiara lo stato d'emergenza e causa così il panico in tutta Neo-Tokyo. Lo stesso Colonnello prova a usare il satellite laser SOL per uccidere Akira e Tetsuo, ma riesce soltanto a ferire quest'ultimo, il quale risulta poi disperso nell'esplosione. Kaneda e Kei invece si imbattono in Akira fuori dalla base e, non completamente consapevoli di chi sia, lo prendono con sé. |                                          |                             |
| 3  | Akira II 「アキラ II」 | 21 agosto 1986 ISBN 978-4-06-103713-7    | 17 novembre 2005            |
| 3  | Trama Dopo la liberazione di Akira, sia i soldati del Colonnello che i seguaci dell'esper Lady Miyako scandagliano Neo-Tokyo alla sua ricerca. Kaneda, Kei, la sua compagna in seno alla resistenza Chiyoko ed Akira cercano rifugio sullo yacht di Nezu. Tuttavia l'uomo li tradisce, rapisce Akira per i suoi scopi personali e tenta di uccidere gli altri, che riescono però a sopravvivere e a riprendersi Akira dalla villa del parlamentare corrotto. Il Colonnello, alla disperata ricerca di Akira e seccato della debole risposta del governo alla crisi in corso, lancia un colpo di Stato e impone in città la legge marziale. I suoi uomini si apprestano quindi, così come gli accoliti di Miyako e l'armata privata di Nezu, nell'inseguire Kaneda, Kei, Chiyoko e Akira per la città. Il gruppo di Kaneda si ritrova infine circondato dalle truppe del Colonnello e Nezu, piuttosto che lasciare Akira nelle mani del governo, spara un colpo di pistola; gli uomini del Colonnello rispondono immediatamente al fuoco e Nezu resta ucciso, tuttavia, lo sparo di Nezu manca Akira e colpisce invece Takashi in testa, uccidendolo all'istante. Il trauma della morte di Takashi scuote profondamente Akira, il quale causa una seconda esplosione psichica che distrugge Neo-Tokyo. Kei, Ryu, Chiyoko, il Colonnello e gli altri due esper sopravvivono alla catastrofe; Kaneda, tuttavia, scompare avvolto dalla raffica psichica. Dopo la distruzione della città, ricompare Tetsuo che si avvicina ad Akira. |                                          |                             |
| 4  | Kei I 「ケイ I」 | 1º luglio 1987 ISBN 978-4-06-103714-4    | 9 dicembre 2005             |
| 4  | Trama Qualche tempo dopo la catastrofe, Neo-Tokyo è divisa in due fazioni: da una parte il culto di Lady Miyako, che fornisce cibo e medicinali ai rifugiati bisognosi; dall'altra il Grande Impero di Tokyo, un gruppo di fanatici guidati da Tetsuo e Akira, venerati entrambi come divinità in quanto fautori di miracoli. L'Impero esercita una pressione costante sul gruppo di Miyako e uccide qualsiasi intruso grazie all'uso delle armi e di truppe psichiche che Tetsuo alleva mischiando la droga nei pasti del suo gruppo. I due esper rimanenti, Kiyoko e Masaru, diventano gli obiettivi principali dell'Impero, così che Kei, Chiyoko, il Colonnello e un membro della banda di Kaneda, Kaisuke, si alleano con Lady Miyako per proteggerli. Intanto le potenze mondiali guardano con preoccupazione alla città ma non osano intervenire per paura di Akira; solo gli Stati Uniti mobilitano la loro flotta e fanno sbarcare una squadra di ricognizione speciale capitanata da George Yamada per monitorare la situazione. Tetsuo diventa sempre più dipendente dalle pillole per placare i suoi terribili mal di testa. In cerca di risposte, va a far visita a Miyako che gli spiega l'origine e lo sviluppo del progetto che ha portato alla creazione degli esper. Miyako inoltre consiglia a Tetsuo di non fare più uso delle pillole per diventare più potente, il ragazzo inizia così una dolorosa crisi d'astinenza, trovando conforto solo nella giovane Kaori. Nel frattempo, l'assistente di Tetsuo lancia un infruttuoso assalto al tempio di Miyako. Dopo che il Colonnello usa SOL per difendersi dall'armata imperiale, un misterioso evento apre un'increspatura nel cielo, facendo piovere un ammasso di detriti causati dalla seconda esplosione di Akira e con loro anche Kaneda. |                                          |                             |
| 5  | Kei II 「ケイ II」 | 26 novembre 1990 ISBN 978-4-06-313166-6  | 12 gennaio 2006             |
| 5  | Trama Kaneda si unisce a Kaisuke e a Joker, in precedenza leader dei Clown, per montare un assalto al Grande Impero di Tokyo. Intanto, una squadra internazionale di scienziati si stabilisce sulla portaerei ammiraglia statunitense per studiare da vicino i recenti eventi psichici a Neo-Tokyo e formare così il Project Juvenile A. A loro insaputa il governo americano pianifica di risolvere la questione tramite l'uso di armi biologiche per assassinare Tetsuo e Akira. Nel mentre i due organizzano un raduno allo stadio olimpico per aumentare la fiducia dei fedeli dell'Impero tramite uno sfoggio dei loro poteri; la dimostrazione culmina con Tetsuo che perfora la superficie della Luna, creando un'enorme voragine nel satellite che causa violenti maremoti sulla Terra. Dopo il raduno, il vertiginoso aumento di potere di Tetsuo fa sì che il ragazzo cominci a perdere il controllo del suo stesso corpo, che inizia a mutare forma e ad assorbire gli oggetti che lo circondano. Tetsuo attacca la flotta statunitense, seminando morte e distruzione e sganciando alcune testate nucleari nell'oceano. Kei accetta intanto il ruolo di medium controllata da Lady Miyako, Kiyoko e Masaru, e si para davanti a Tetsuo per cercare di fermarlo. Kaneda, Kaisuke e la loro piccola banda di motociclisti arrivano allo stadio olimpico per dare inizio al loro assalto al Grande Impero di Tokyo. |                                          |                             |
| 6  | Kaneda 「金田」 | 23 marzo 1993 ISBN 978-4-06-319339-8     | 9 febbraio 2006             |
| 6  | Trama Dopo la battaglia con Kei, Tetsuo affronta il plotone di Yamada e lo stermina, assorbendo inoltre il gas tossico che intendeva usare contro di lui e sfuggendo ancora al tentativo del Colonnello di ucciderlo con SOL. Tetsuo e Kei convergono verso lo stadio proprio mentre Kaneda e la sua banda montano il loro assalto. Il confronto viene però interrotto quando l'esercito statunitense avvia un bombardamento a tappeto su Neo-Tokyo, per poi attivare il proprio satellite laser FLOYD. Tetsuo distrugge FLOYD e lo fa precipitare sulla flotta statunitense, uccidendo l'ammiraglio e alcuni scienziati. Il ragazzo prova quindi inutilmente a resuscitare Kaori, perita durante la battaglia, e trasporta poi il suo corpo alla vecchia camera criogenica di Akira. Kaneda e i suoi amici appaiono ancora una volta per sfidare Tetsuo ma il suo potere lo trasforma in una mostruosa massa informe simile a un feto che assorbe qualsiasi cosa intorno lui. Tetsuo sradica la camera criogenica e la scaglia contro il tempio di Lady Miyako che muore nel tentativo di contrastarlo; prima del decesso la donna riesce a guidare Kei nello spazio per sparare a Tetsuo con SOL. L'attacco risveglia i pieni poteri di Tetsuo e provoca una reazione psichica simile a quella di Akira. Con l'aiuto di Kiyoko e Masaru, Akira neutralizza l'esplosione, Kaneda viene liberato dalla massa informe di Tetsuo, mentre Tetsuo trascende il piano dell'esistenza. Superata la crisi, le Nazioni Unite inviano truppe e aiuti a Neo-Tokyo, ma sono fermate dal gruppo di Kaneda, che rivendica la sovranità della città come Impero del Grande Akira. Mentre Kaneda e Kei attraversano in moto le strade di una Neo-Tokyo completamente distrutta, vedono gli spettri di Yamagata e Tetsuo sulle loro moto e la città al suo antico splendore. |                                          |                             |

### Film
Durante la pubblicazione del manga, Ōtomo acconsentì a un adattamento anime a patto che gli venisse concesso il pieno controllo creativo. Il film debuttò nei cinema giapponesi nel 1988 e venne distribuito in vari Paesi occidentali tra il 1989 e il 1992. Sebbene l'ambientazione, la trama di base e i personaggi siano ripresi fedelmente dal manga, il film si discosta poi considerevolmente dalla sua controparte cartacea, tagliando per problemi di spazio ed esigenze narrative buona parte della seconda metà del manga.

### Altro
Il film venne adattato in una visual novel d'avventura prodotta nel 1988 da Taito per il Nintendo Entertainment System e intitolata semplicemente Akira. Nel dicembre 1993 furono annunciati due remake di Akira sviluppati da THQ per Super Nintendo Entertainment System, Sega Mega Drive e Game Boy, mai pubblicati. Nel 1994 International Computer Entertainment sviluppò un videogioco d'azione, con protagonisti Kaneda e Tetsuo, per Amiga. Nel 2002 la Bandai pubblicò un simulatore di flipper dal titolo Akira Psycho Ball.
Il 2 giugno 1995 Kōdansha pubblicò Akira Club, un volume contenente vario materiale, come bozzetti delle copertine dei capitoli apparsi sulla rivista Young Magazine, immagini del merchandising della serie, interviste e commenti di Ōtomo. Il volume fu pubblicato in italiano da Panini Comics il 31 dicembre 2007. Un anime comic di cinque volumi tratto dal film venne pubblicato in giapponese nel 2000 da Kōdansha e in italiano nel 2005 da Panini Comics.
Nel 2002 venne reso noto che la casa di produzione statunitense Warner Bros. aveva acquisito i diritti per un adattamento cinematografico live action di Akira. Da allora al progetto sono stati accostati numerosi registi, sceneggiatori e produttori, senza che però si superasse mai la fase di pre-produzione. Inizialmente vennero coinvolti Stephen Norrington alla regia e James Dale Robinson per la sceneggiatura, ma il flop del loro precedente lavoro La leggenda degli uomini straordinari spinse la Warner Bros. ad accantonare a lungo il progetto. Di Akira si tornò a parlare nel 2008 con un nuovo team formato da Ruairí Robinson alla regia, Gary Whitta alla sceneggiatura e Andrew Lazar, Leonardo DiCaprio e Jennifer Davisson come produttori con l'idea di realizzare una coppia di film che adattassero ognuno tre volumi del manga originale. Nel 2010 i registi Albert e Allen Hughes avevano rimpiazzato Robinson e gli sceneggiatori Mark Fergus e Hawk Ostby al posto di Whitta. Anche il regista Jaume Collet-Serra venne accostato ad Akira prima che nel 2012 Warner Bros. decidesse di mettere in pausa il progetto a causa di divergenze creative nella sceneggiatura e di questioni di budget.
Nel gennaio 2016 Ōtomo ha rivelato che una serie anime di Akira è allo studio.

## Accoglienza
Il primo volume del manga, pubblicato a partire dal 14 settembre 1984, superò di gran lunga le aspettative di vendita, tanto che la tiratura dovette essere aumentata dalle 30 000 copie iniziali fino a quasi 300 000 in sole due settimane, rendendo l'albo un best seller in Giappone. Al 1988 Akira aveva venduto 2 milioni di copie di Giappone, per una media di 500 000 copie a volume. L'opera è stata tradotta in più di dodici lingue e pubblicata in oltre cinquanta Paesi nel mondo, vendendo più di 5 milioni di copie.
Akira fu uno dei primi manga a essere esportato con successo in Occidente e, pur senza raggiungere il successo di serie successive come Dragon Ball o Sailor Moon, è considerata l'opera che ha fatto da apripista alla diffusione del fumetto giapponese nel mondo. Il successo internazionale e transculturale del manga è stato attribuito al fatto che sia stato avvertito come parte del nascente trend cyberpunk, al fatto che le tematiche e l'ambientazione abbiano incontrato esattamente i gusti del pubblico dell'epoca e al suo stile non distintamente giapponese ma più simile al tratto dei fumetti occidentali, in particolare per l'assenza di disegni troppo caricaturali e una maggiore ricerca del realismo e del dettaglio. L'uscita del film e la conseguente campagna pubblicitaria combinata giovarono inoltre alle vendite e alla popolarità del manga. L'edizione statunitense a colori del fumetto ricalcava l'estetica della pellicola in modo tale che le due opere venissero avvertite come interconnesse e che il pubblico si rivolgesse al manga come seguito, approfondimento e chiarimento della storia del film.
La serie vinse il premio Kodansha per i manga nel 1984 nella categoria generale e l'Harvey Award nel 1990, 1992, 1993 e 1996 per la miglior edizione statunitense di una serie straniera.